# Cheilophyllum macranthum
Cheilophyllum macranthum är en flenörtsväxtart som beskrevs av Ignatz Urban. Cheilophyllum macranthum ingår i släktet Cheilophyllum och familjen flenörtsväxter. Inga underarter finns listade i Catalogue of Life.